# Castelnuovo Cilento
Pour les articles homonymes, voir Castelnuovo.
Castelnuovo Cilento est une commune italienne de la province de Salerne, dans la région Campanie.

## Histoire

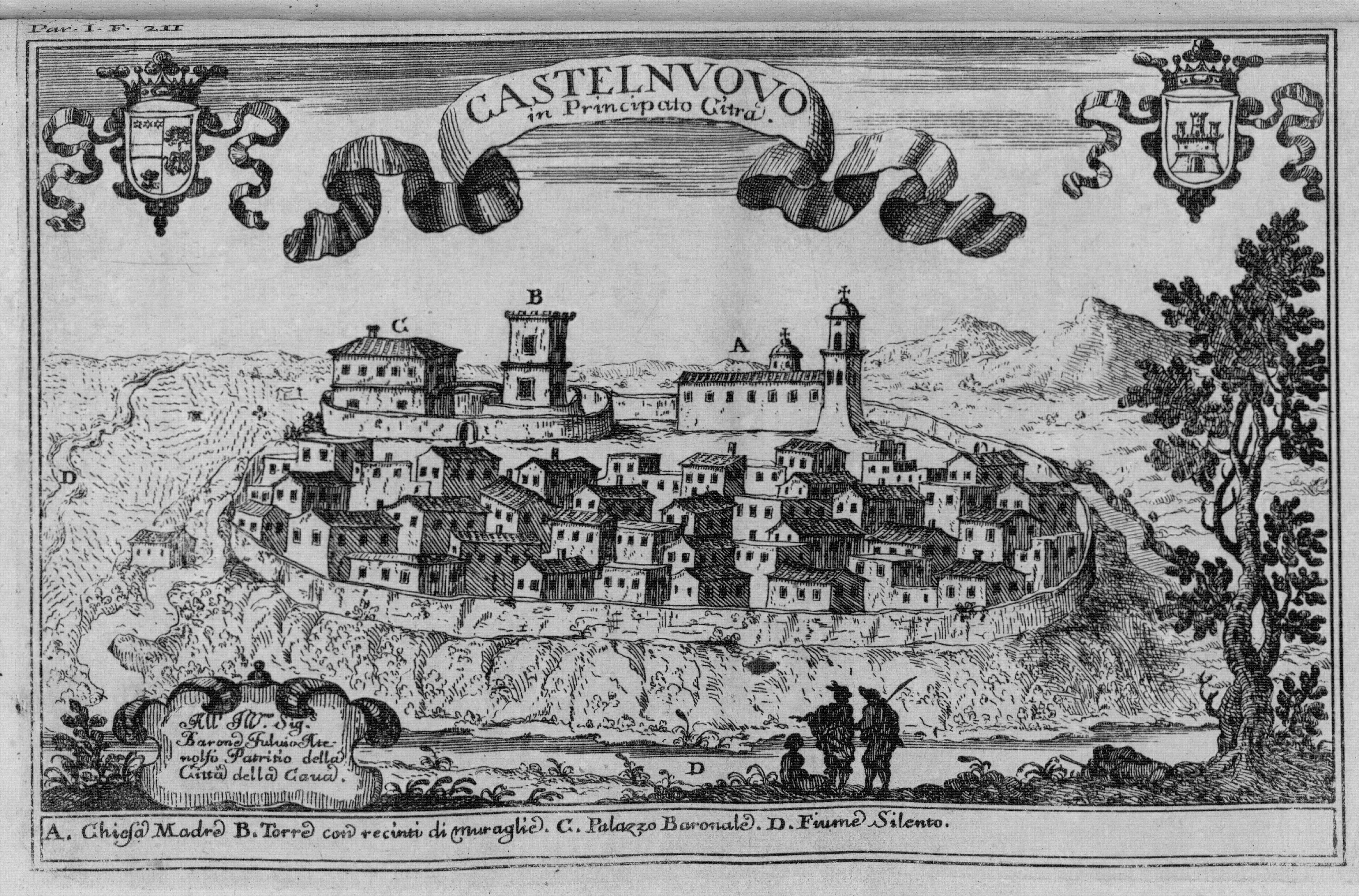
Castelnuovo dans la Principauté citérieure, gravure de Giovan Battista Pacichelli, 1703.

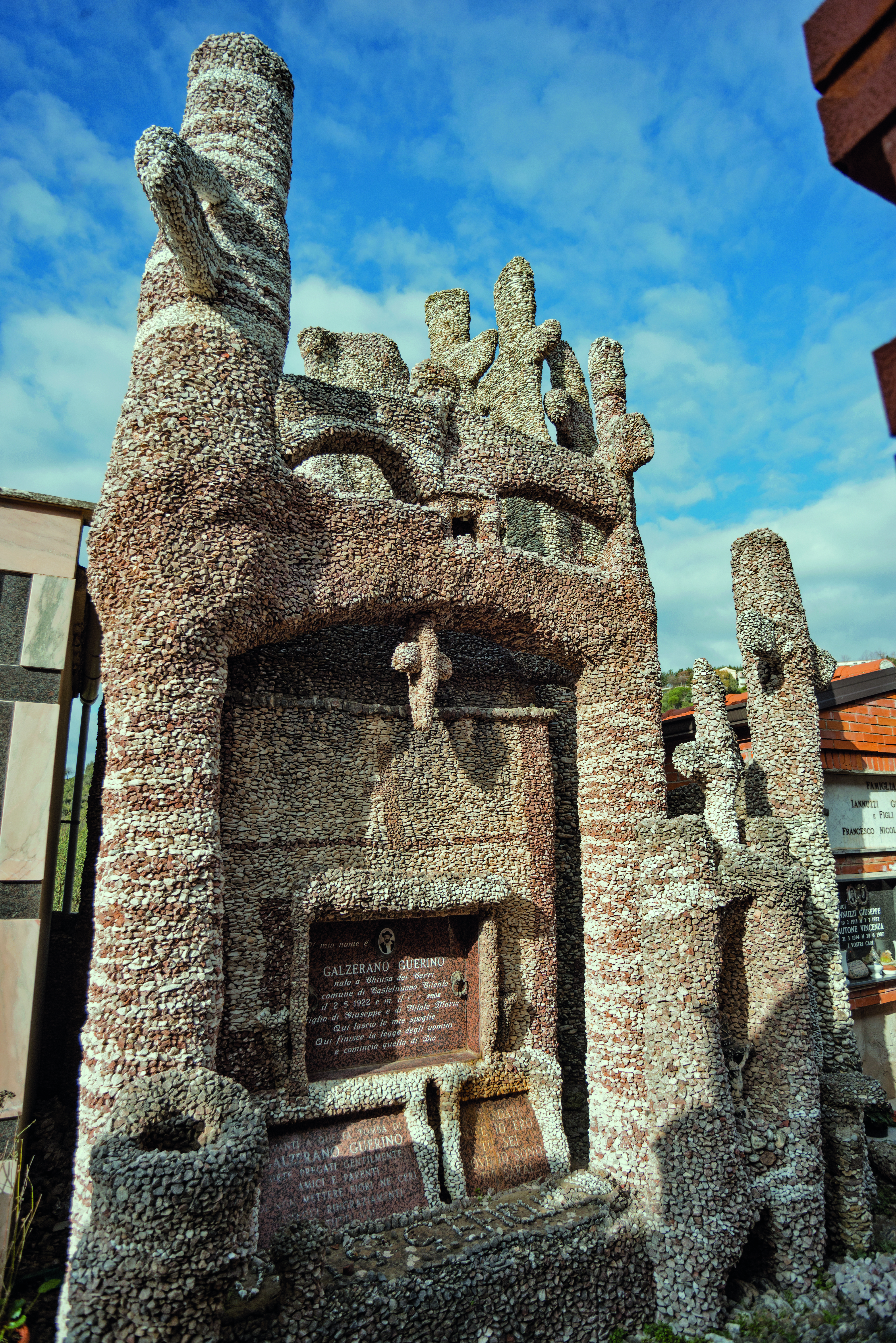
Tombe construite par Guerino Galzenaro, cimetière de Castelnuovo.

Le bourg est probablement fondé par les Lombards au XIe s. pour surveiller l'entrée de la vallée de Novi : il porte le nom de Castrum de Valle Novi. Il appartient à la famille lombarde des Allemagna jusqu'à la seconde moitié du XVe s. puis à celles des Carafa, des Caracciolo de Gioiosa, à Damiani et Talamo Atenolfi. Les principaux monuments sont le château féodal (en partie en ruines, XIIIe s.) et l'église Santa Maria Maddalena (XIVe s.). La Pantana, ancienne forteresse à 500 m du bourg, a été transformée dans la seconde moitié du XVIIIe pour devenir le centre de l'exploitation agricole des Atenolfi. Le 5 juillet 1848, c'est à la Pantana que se réunissent les chefs de la révolte du Cilento (it), un des mouvements de la révolution des Deux-Siciles. De 1811 à 1860, Castelnuovo appartient à la circonscription de Vallo della Lucania.
Guerino Galzerano (it) (1922-2002), artiste autodidacte local, a travaillé à plusieurs édifices dans un style fantastique.

## Administration
| Période                                  | Période | Identité | Étiquette | Qualité |
| ---------------------------------------- | ------- | -------- | --------- | ------- |
|                                          |         |          |           |         |
| Les données manquantes sont à compléter. |         |          |           |         |

### Hameaux
Casalvelino Scalo, Castelnuovo Vallo Scalo.

### Communes limitrophes
Ascea, Casal Velino, Ceraso, Salento, Vallo della Lucania.